# ناصر الدويلة
ناصر الدويلة (1956-) نائب سابق في مجلس الأمة الكويتي وضابط دروع سابق في الجيش الكويتي ومحام معتمد لدى المحكمة الدستورية والتمييز ، وهو شقيق النائب السابق مبارك الدويلة ، والوزير السابق بدر الدويلة.

## عن حياته
ولد ناصر فهد علي فهد محمد فهد الدويلة الرشيدي بالكويت عام 1956 وألتحق عام 1977 بكلية الحقوق في جامعة الكويت إلا أنه أوقف قيده في الجامعة وأختار بدلا ً من ذلك الانخراط في السلك العسكري الذي التحق بكليته العسكرية وتخرج منها عام 1980 كضابط في الحرس الوطني ثم عاد إلى الجامعة مرة أخرى ليكمل مشواره الذي أوقفه مؤقتا ً ليتخرج منها عام 1982 وينتقل بعد ذلك إلى الجيش الكويتي كضابط دروع في عام 1983. ثم أنتدب بعد ذلك إلى القضاء العسكري ثم عمل في الشئون القانونية لمكتب وزير الدفاع آنذاك الشيخ سالم صباح السالم وعاد بعد فترة إلى قيادة سرية دبابات في الجيش. ألتحق بعدة دورات عسكرية كأي ضابط في الجيش في مصر والسعودية والأردن وشارك بمهام في بريطانيا وأمريكا وألمانيا وباكستان.

## حياته الدراسية
حاصل على ماجستير في العلوم العسكرية عام 1995 وعمل كمحامي معتمد لدى المحكمة الدستورية والتمييز .

## حياته البرلمانية
ترشح لانتخابات مجلس الأمة عام 2006 وانسحب لعدم تأهله في التشاورية وعاود الكرة مرة أخرى في في الانتخابات التي تلتها عام 2008 في الدائرة الرابعة وحالفه الحظ في الانتخابات وحصل على المركز السادس برصيد 10,488 صوت وفاز بالانتخابات. وأصبح نائبا ً في مجلس الأمة الكويتي ورئيسا للجنة الشؤون القانونية والتشريعية في البرلمان.

## إتهامه وتوقيفه
في 28 يونيو 2019 تم توقيف النائب السابق ناصر الدويلة وتمت محاكمته بسبب تغريدات علي مواقع التواصل الاجتماعي فسرت علي أنها أساءات للسعودية ، حيث اعتبرها الكثير سعياً لضرب العلاقات المتينة بين السعودية والكويت.